# Rock 'n' Roll Circus (album)
Pour les articles homonymes, voir Rock 'n' Roll Circus.
Albums de Ayumi Hamasaki
NEXT LEVEL
(2009) Love songs
(2010)
Singles
Rock'n'Roll Circus est le onzième album original de Ayumi Hamasaki sorti sous le label avex trax, excluant ses mini-albums, compilations et albums de remix.

## Présentation
L'album sort le 14 avril 2010 au Japon sous le label avex trax, produit par Max Matsuura ; il sort un peu plus d'un an après le précédent album original, NEXT LEVEL de mars 2009. Il atteint la 1re place du classement hebdomadaire de l'Oricon. Il se vend à 205 058 exemplaires la première semaine, et reste classé pendant vingt-et-une semaines, pour un total de 318 454 exemplaires vendus durant cette période ; il a été certifié disque de platine par la RIAJ avec 250 000 copies écoulées.
Il sort aussi en version CD+DVD, avec une pochette différente et un DVD supplémentaire contenant les clips vidéo et making of de huit des titres de l'album ; les premières éditions de cette version contiennent un livret de photos de 36 pages en supplément. Un coffret de grande taille limité à 25 000 exemplaires est aussi produit au prix de 11 800 yens, contenant la version CD+DVD+livret photos de l'album, plus le concert vidéo en trois DVD du « ayumi hamasaki ARENA TOUR 2009 A ～NEXT LEVEL～ » sorti également indépendamment le même jour, ainsi qu'un mug à boisson et des sachets de thé noir en célébration de la Grande-Bretagne, concept visuel de l'album.
L'album contient douze chansons, plus trois interludes musicaux (THE introduction, montage, et Jump!). Cinq des chansons étaient déjà parues sur les deux singles double-face A sortis en 2008 : Sunrise / Sunset 〜LOVE is ALL〜, et You were... / BALLAD avec son troisième titre RED LINE 〜for TA〜 remanié pour l'album. Bien que ne sortant pas en single, quatre des chansons inédites (Microphone, Don't look back, Lady Dynamite et Sexy little things) bénéficient aussi d'un clip vidéo figurant sur le DVD, comme les quatre chansons-titres des singles ; le clip de Microphone est la suite directe de celui de Sexy little things. Le titre Microphone a été utilisé pour des publicités pour Honda et Music.jp, et le titre Don't look back pour une publicité pour l'appareil photo Lumix FX66 & ZX3 de la marque Panasonic.

## Liste des titres
Toutes les paroles sont écrites par Ayumi Hamasaki.
| 1.  | THE introduction (instrumental)     | CMJK           | CMJK        | 1:39 |
| 2.  | Microphone                          | Yuta Nakano    | Yuta Nakano | 4:32 |
| 3.  | count down                          | Tetsuya Yukumi | CMJK        | 4:34 |
| 4.  | Sunset 〜LOVE is ALL〜              | Hana Nishimura | Yuta Nakano | 5:46 |
| 5.  | BALLAD                              | D.A.I          | Yuta Nakano | 5:20 |
| 6.  | Last Links                          | Tetsuya Yukumi | CMJK        | 3:56 |
| 7.  | montage (instrumental)              | Yuta Nakano    | Yuta Nakano | 1:40 |
| 8.  | Don't look back                     | Yuta Nakano    | CMJK        | 4:07 |
| 9.  | Jump! (instrumental)                | CMJK           | CMJK        | 1:36 |
| 10. | Lady Dynamite                       | Kazuhiro Hara  | CMJK        | 4:17 |
| 11. | Sexy little things                  | Yuta Nakano    | Yuta Nakano | 3:58 |
| 12. | Sunrise 〜LOVE is ALL〜             | Hana Nishimura | CMJK        | 4:46 |
| 13. | meaning of Love                     | Tetsuya Yukumi | HIKARI      | 5:20 |
| 14. | You were...                         | Kazuhiro Hara  | HΛL         | 4:48 |
| 15. | RED LINE 〜for TA〜 (album version) | Tetsuya Yukumi | Yuta Nakano | 5:46 |

| 1.  | Sunrise 〜LOVE is ALL〜 (video clip)                                 |  |
| 2.  | Sunset 〜LOVE is ALL〜 (video clip)                                  |  |
| 3.  | You were... (video clip)                                             |  |
| 4.  | BALLAD (video clip)                                                  |  |
| 5.  | Sexy little things (video clip)                                      |  |
| 6.  | Microphone (video clip)                                              |  |
| 7.  | Don't look back (video clip)                                         |  |
| 8.  | Lady Dynamite (video clip)                                           |  |
| 9.  | Sunrise 〜LOVE is ALL〜 (making of)                                  |  |
| 10. | Sunset 〜LOVE is ALL〜 (making of)                                   |  |
| 11. | You were... (making of)                                              |  |
| 12. | BALLAD (making of)                                                   |  |
| 13. | Sexy little things (making of)                                       |  |
| 14. | Microphone (making of)                                               |  |
| 15. | Don't look back (making of)                                          |  |
| 16. | Lady Dynamite (making of)                                            |  |
| 17. | ayumi hamasaki ARENA TOUR 2009 A 〜NEXT LEVEL〜 Digest (titre bonus) |  |